# Бад-Мергентхайм
Бад-Мергентхайм (нем. Bad Mergentheim), до 1926 года Мергентхайм — город в Германии, районный центр, расположен в земле Баден-Вюртемберг.
Подчинён административному округу Штутгарт. Входит в состав района Майн-Таубер. Население составляет 22 511 человек (на 31 декабря 2009 года). Занимает площадь 129,97 км². Официальный код — 08 1 28 007.
Город подразделяется на 13 городских районов.
За городом лечебное заведение Карлсбад, с горько-соленым источником.

## История

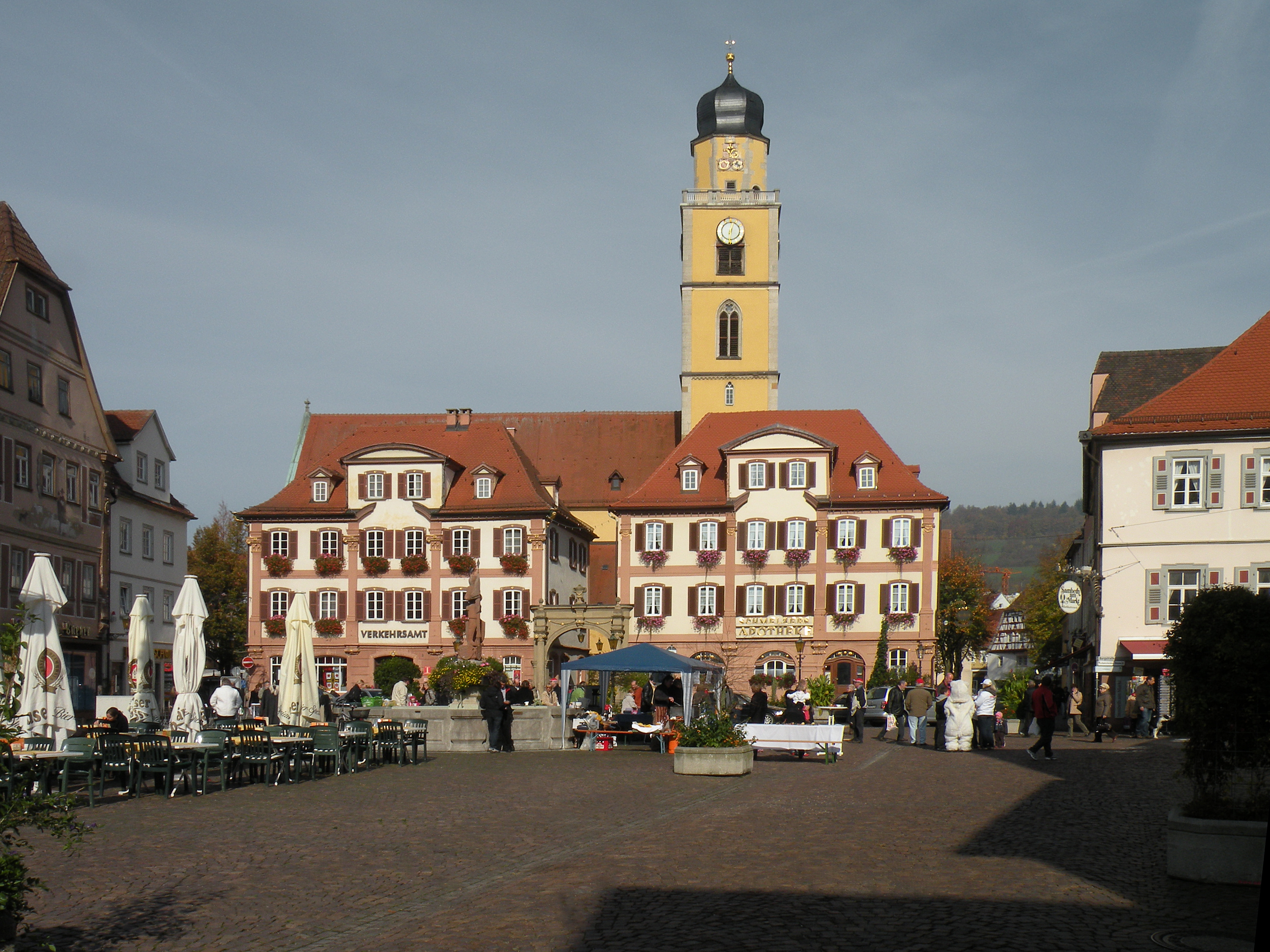
Рыночная площадь

Бад-Мергентхайм впервые упомянут в 1058 году. В 1229 году здесь осели рыцари Немецкого (Тевтонского) ордена. В городе с 1527 по 1809 годы находилась резиденция хохмайстера (Великого магистра, нем. Ordenshochmeister).
В 1631 году Мергентхайм был захвачен шведским генералом Горном, но после битвы при Нердлингене (1634 год) возвращен ордену. В 1645 году при Мергентхайме французы под начальством Тюренна, были разбиты имперскими войсками, предводимыми Мерси.
В 1809 году Мергентхайм и все оставшиеся владения Немецкого ордена перешли во владение королевства Вюртемберг, и Шёнбруннский мир упрочил этот захват.

## География

### Климат
| Показатель                                | Янв.  | Фев.  | Март  | Апр. | Май  | Июнь | Июль | Авг. | Сен. | Окт. | Нояб. | Дек.  |
| ----------------------------------------- | ----- | ----- | ----- | ---- | ---- | ---- | ---- | ---- | ---- | ---- | ----- | ----- |
| Абсолютный максимум, °C                   | 16,1  | 19,9  | 25,3  | 32,9 | 33,3 | 36,4 | 39,2 | 40,2 | 33,9 | 29,0 | 21,0  | 15,8  |
| Средний максимум, °C                      | 3,5   | 5,4   | 10,5  | 15,3 | 19,8 | 22,9 | 25,3 | 25,2 | 20,5 | 14,6 | 8,0   | 4,6   |
| Средняя температура, °C                   | 0,5   | 1,5   | 5,5   | 9,1  | 13,6 | 16,8 | 19,0 | 18,8 | 14,8 | 10,0 | 4,8   | 1,8   |
| Средний минимум, °C                       | −2,5  | −2,4  | 0,6   | 3,0  | 7,3  | 10,7 | 12,7 | 12,4 | 9,0  | 5,4  | 1,6   | −1    |
| Абсолютный минимум, °C                    | −25,7 | −22,7 | −17,9 | −8,8 | −3,4 | 1,3  | 4,0  | 2,7  | −0,1 | −7   | −12,3 | −20,4 |
| Норма осадков, мм                         | 62,4  | 54,3  | 59,1  | 48,8 | 69,8 | 69,1 | 75,3 | 56,9 | 55,5 | 63,7 | 59,0  | 71,2  |
| Источник: Погода и климат Бад-Мергентхайм |       |       |       |      |      |      |      |      |      |      |       |       |

## Резиденция Тевтонского ордена

Эмблемы орденов
Капелла
Замок Немецкого ордена. Старая его часть
Винтовая лестница. Вид снизу вверх

На фото представлены эмблемы Тевтонского ордена (слева) и ордена иоаннитов (справа), укреплённые над входом в здание странноприимного дома Иоаннитов.
В резиденции по проекту Бальтазара Неймана и Франсуа Кювилье построена капелла, потолочную роспись которой выполнил Николаус Штубер (Nicolaus Stuber).
Достопримечательностью здания и событием в архитектуре является винтовая лестница замка, не имеющая традиционного центрального столба.

## Выдающиеся рыцари ордена
- Шутцбар, Вольфганг — 39-й Великий Магистр Тевтонского ордена с 1543 по 1566 годы.
- Георг Хунд фон Венкхейм — 40-й Великий Магистр Тевтонского ордена с 1566 по 1572 годы, много времени уделял планированию и строительству орденского замка.
- В 1957 году канцлер Германии Конрад Аденауэр был возведён в звание почётного рыцаря Немецкого ордена.

В настоящее время членами Немецкого Ордена являются и женщины.

## Фотографии

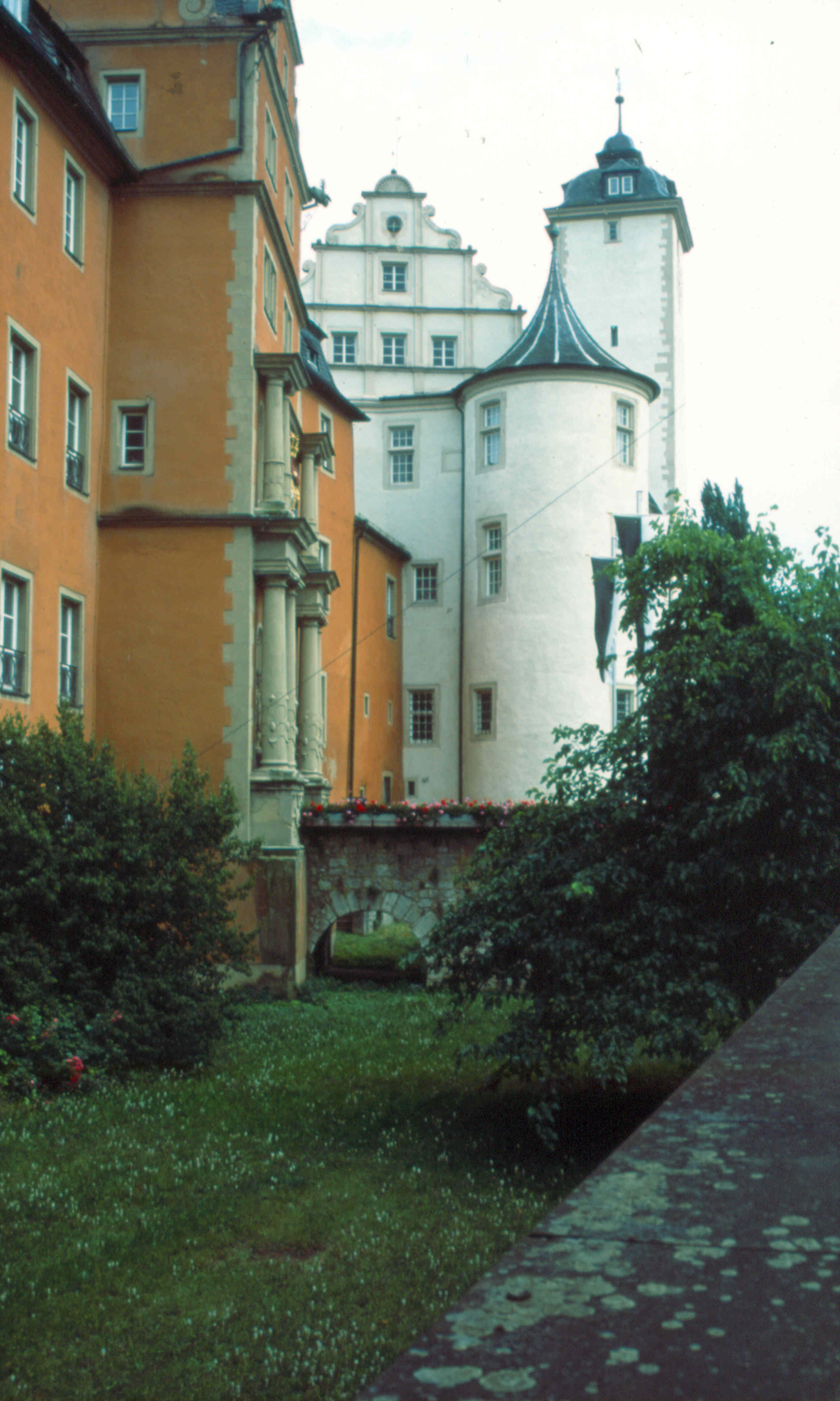
Замок Немецкого ордена
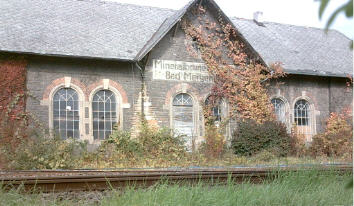
Вокзал
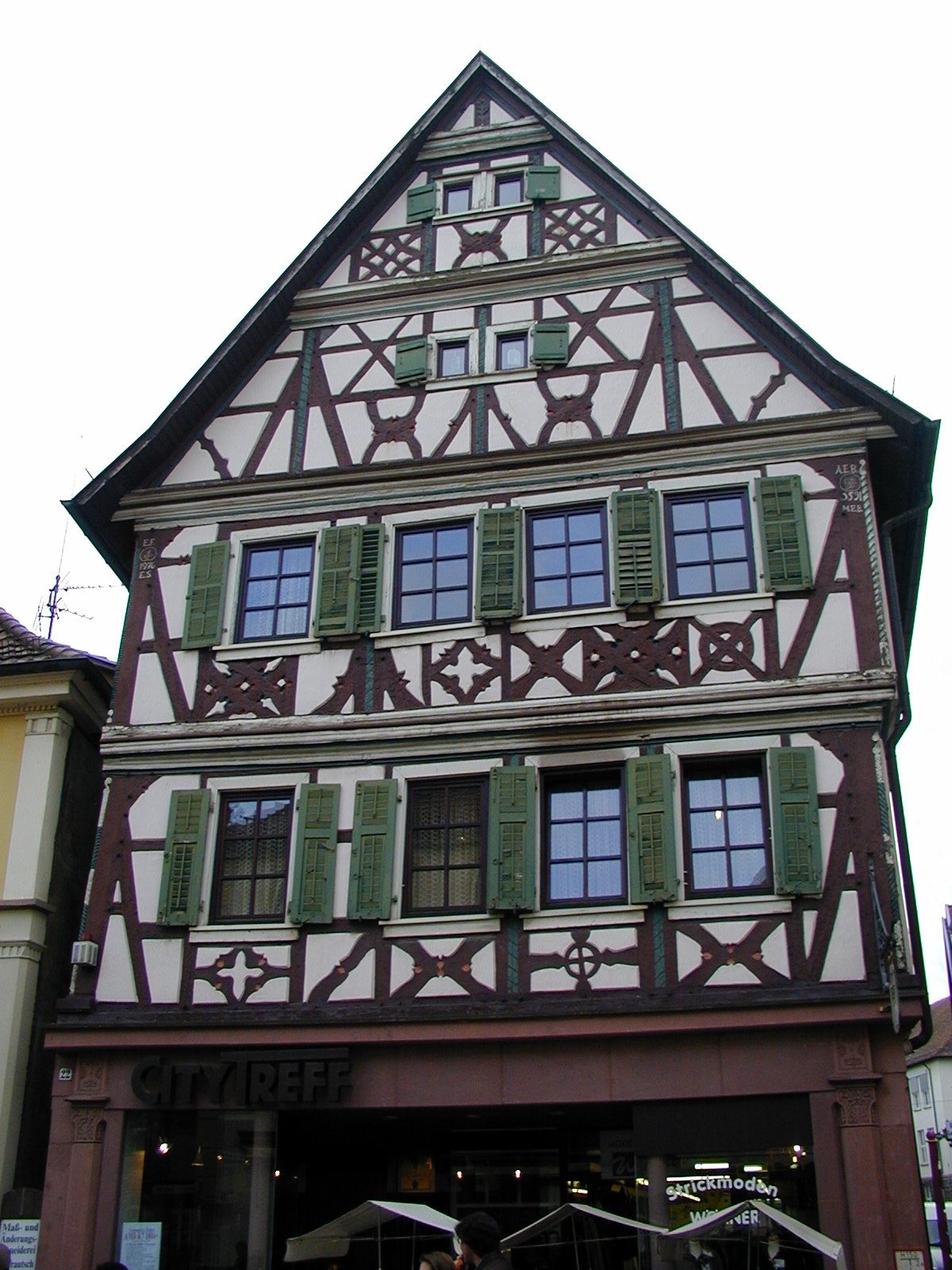
Фахверкхаус